# 李芬 (萬曆進士)
李芬（？—？），號颖玉，江西撫州府臨川縣民籍。明朝政治人物。

## 生平
万历四十三年（1615年）乙卯科江西鄉試第十八名舉人，四十四年（1616年）丙辰科进士，兵部觀政，四十六年四月授中书舍人，天啓元年順天同考，二年十二月行取，三年授禮部精膳司主事，五年升员外郎，天启六年三月升廣東布政使司右參議，七年官至廣西按察司副使。崇祯二年患病回籍。

## 家族
曾祖李珙。祖父李綦。父李尚贤。

## 引用
1. ↑  《萬曆四十四年丙辰科進士序齒録》